# Tiabga
Tiabga est une commune rurale située dans le département de Diabo de la province du Gourma dans la région de l'Est au Burkina Faso.

## Géographie
Tiabga est situé à 2 km au Nord de Diabo, le chef-lieu du département.

## Santé et éducation
Le centre de soins le plus proche de Tiabga est le centre de santé et de promotion sociale (CSPS) de Diabo.